# 前651年
| 千纪： | 前1千纪 |
| 世纪： | 前8世纪 \| 前7世纪 \| 前6世纪 |
| 年代： | 前680年代 \| 前670年代 \| 前660年代 \| 前650年代 \| 前640年代 \| 前630年代 \| 前620年代                                                                                               |
| 年份： | 前656年 \| 前655年 \| 前654年 \| 前653年 \| 前652年 \| 前651年 \| 前650年 \| 前649年 \| 前648年 \| 前647年 \| 前646年                                                                 |
| 纪年： | 周襄王元年 魯僖公九年 齊桓公三十五年 晉献公二十六年 秦穆公九年 宋桓公三十一年 楚成王二十一年 衛文公九年 陳宣公四十二年 蔡穆侯二十四年 曹共公二年 郑文公二十二年 燕襄公七年 杞成公四年 |

## 大事记
- 宋襄公繼位為宋國君主（參加葵丘之盟）。
- 齊桓公會諸侯於葵丘。
- 晉國大夫里克先後弒殺奚齊、卓子、驪姬、荀息，迎立夷吾繼位為晉國君主，是為晉惠公。

## 逝世
- 宋桓公 (春秋)，宋庄公之子，宋閔公之弟。
- 晋献公
- 驪姬
- 奚齊
- 卓子
- 荀息